# Mark Hamill
Mark Richard Hamill (Oakland, 25 de setembro de 1951) é um ator, dublador e escritor norte-americano conhecido por interpretar Luke Skywalker na saga de ficção científica Star Wars e por dar voz ao personagem Joker em Batman: The Animated Series e na série de videojogos Batman: Arkham, além de vários outros personagens em outros desenhos.